# Njazepetrovskij rajon
Il Njazepetrovskij rajon (in russo Нязепетровский район?) è un rajon dell'oblast' di Čeljabinsk, nella Siberia occidentale. Istituito nel 1924, il suo capoluogo è Njazepetrovsk.